# Neomuscina dorsipuncta
Neomuscina dorsipuncta är en tvåvingeart som först beskrevs av Stein 1918.  Neomuscina dorsipuncta ingår i släktet Neomuscina och familjen husflugor. Inga underarter finns listade i Catalogue of Life.